# Unmei no wa
«Unmei no wa» (en Idioma japonés:運命の輪 (Rueda de la fortuna)), es el tercer sencillo de la cantante japonesa de I've Sound, Eiko Shimamiya. La canción titular de este sencillo fue usada como opening de la película de imagen real de la franquicia de Higurashi no naku koro ni, mientras que la cara B del sencillo, Diorama, fue usada como ending para esta película. El sencillo fue publicado el día 16 de Ábril del 2008 en una edición especial de CD y DVD y en una edición regular solo de CD. Este sencillo no tuvo tanto éxito como sus dos predecesores y vendió 7000 copias, entrando en el puesto vigésimo tercero de la lista Oricon.

## Canciones
1. Unmei no wa (運命の輪)
Letra: Eiko Shimamiya
Composición y arreglos: Kazuya Takase
2. DIORAMA
Letra: Eiko Shimamiya
Composición y arreglos: Tomoyuki Nakazawa
3. Unmei no wa (Instrumental)
4. DIORAMA (Instrumental)